# Europas Grand Prix 2009
Europas Grand Prix 2009 var det elfte av 17 lopp ingående i formel 1-VM 2009.

## Rapport
Med hjälp av KERS i starten såg Lewis Hamilton ut att gå mot segern, till dess att Rubens Barrichello tog sig förbi Hamiltons stallkamrat Heikki Kovalainen i samband med det första depåstoppet. Därefter kunde Barrichello ta in på Hamiltons ledning, och slutligen ta sig förbi i samband med de andra depåstoppen. Hamilton förlorade loppet när ett missförstånd på radion ledde att han kom in ett varv för tidigt, och dessutom utan att stallet var berett. Han tappade tre sekunder på det, och det var ungefär Barrichellos marginal när han kom ut ifrån depån.
Bakom täten lyckades Kimi Räikkönen ta en oväntad pallplats, sedan Kovalainen inte klarat av att hålla farten under den andra stinten. Räikkönen körde flera varv längre till det andra depåstoppet, och Kovalainen fick nöja sig med fjärdeplatsen. Nico Rosberg blev femma före hemmasonen Fernando Alonso, medan mästerskapsledande Jenson Button hade en dålig dag och inte blev bättre än sjua. Det var ännu värre för Red Bull Racing, där Mark Webber inte hade fart för att bli bättre än nia, medan Sebastian Vettel sköt två motorer, varav en under loppet.
Det stora samtalsämnet i övrigt var den andra föraren i Scuderia Ferrari. Medan Räikkönen höll flaggan i topp med sin tredjeplats, lyckades inte inhopparen Luca Badoer var något annat än långsammast av alla. Efter Felipe Massas allvarliga skador i Ungern en månad innan, var det tänkt att Michael Schumacher skulle köra Ferrarin i Valencia, men hans nackskador från en motorcykelolycka satte stopp. Badoers insats debatterades flitigt, och även om de flesta tyckte synd om hans situation, insåg de flesta att Ferraris tålamod skulle vara begränsat.

## Resultat
1. Rubens Barrichello, Brawn-Mercedes, 10 poäng
2. Lewis Hamilton, McLaren-Mercedes, 8
3. Kimi Räikkönen, Ferrari, 6
4. Heikki Kovalainen, McLaren-Mercedes, 5
5. Nico Rosberg, Williams-Toyota, 4
6. Fernando Alonso, Renault, 3
7. Jenson Button, Brawn-Mercedes, 2
8. Robert Kubica, BMW Sauber, 1
9. Mark Webber, Red Bull-Renault
10. Adrian Sutil, Force India-Mercedes
11. Nick Heidfeld, BMW Sauber
12. Giancarlo Fisichella, Force India-Mercedes
13. Jarno Trulli, Toyota
14. Timo Glock, Toyota
15. Romain Grosjean, Renault
16. Jaime Alguersuari, Toro Rosso-Ferrari
17. Luca Badoer, Ferrari

### Förare som bröt loppet
- Kazuki Nakajima, Williams-Toyota (varv 54, däck)
- Sébastien Buemi, Toro Rosso-Ferrari (41, broms)
- Sebastian Vettel, Red Bull-Renault (23, motor)